# Semifissispora elongata
Semifissispora elongata är en svampart som beskrevs av H.J. Swart 1982. Semifissispora elongata ingår i släktet Semifissispora, klassen Dothideomycetes, divisionen sporsäcksvampar och riket svampar.   Inga underarter finns listade i Catalogue of Life.